# Tour horloge de Kandy
La tour horloge de Kandy est un monument situé au centre de Kandy au Sri Lanka, à l'intersection de Sri Dalada Veediya, S. W. R. D. Bandaranaike Mawatha et Hiragedara Mawatha. Il est situé au cœur de la ville et est devenu au fil des années un point de repère pour ses habitants.
La tour horloge a été construite en face des Ismail Buildings et à côté de la banque de Ceylong en 1950 par Haji Mohamed Ismail, à la mémoire de son fils, Mohamed Zacky Ismail, qui a perdu la vie dans un accident à Kadugannawa en août 1947.

## Histoire
Ismail travaillait comme agent pour Rowlands Limited (qui était alors l'un des plus gros importateurs de voitures britanniques du pays). Le 14 août 1947, alors que le fils d'Ismail revenait à Kandy depuis Colombo avec son beau-frère, un autre employé et le chauffeur, leur Austin 7 a été percutée par un rocher qui s'était détaché de la montagne à cause d'un glissement de terrain provoqué par la pluie. Les quatre occupants du véhicule ont été tués.
Le jour suivant, Ismail fut informé de l'accident par la police. Il décida alors de créer un monument pour son fils et les trois autres victimes. Le terrain de la tour fut acquis par le conseil municipal de Kandy alors que l'équipement nécessaire à la construction de la tour fut importé du Royaume-Uni. La construction fut terminée le 23 décembre 1950 mais fut inaugurée l'année suivante par le premier ministre Don Stephen Senanayake et le maire de Kandy E. L. Senanayake.

## Conception
La tour horloge a été conçue par Shirley de Alwis, l'une des architectes sri-lankaises les plus influentes à cette époque,. De Alwis était établie dans la ville et travaillait avec sir Patrick Abercrombie sur la conception du campus de l'université de Peradeniya.
La conception de la tour horloge est influencée par le style de Kandy et incorpore des éléments du temple de la Dent et du palais du roi de Kandy comme éléments de sa façade,.